# Castelnuovo Rangone
Castelnuovo Rangone là một đô thị ở tỉnh Modena thuộc vùng Emilia-Romagna, có vị trí cách khoảng 40 km về phía tây của Bologna và khoảng 13 km về phía nam của Modena. Tại thời điểm 30 tháng 9 năm 2007, đô thị này có dân số 13.555 người và diện tích 22,61 km².
Đô thị Castelnuovo Rangone có các frazioni (đơn đơn vị cấp dưới, chủ yếu là các làng) Montale, Cavidole, và San Lorenzo.
Castelnuovo Rangone giáp các đô thị: Castelvetro di Modena, Formigine, Modena, Spilamberto.

## Twin towns
- Suhr, Switzerland